# Holm (Kreis Pinneberg)
Holm település Németországban, Schleswig-Holstein tartományban. Lakosainak száma 3353 fő (2023. december 31.).

## Népesség
A település népességének változása:
| Lakosok száma | 2088 | 3255 | 3268 | 3327 | 3366 | 3353 |
|               | 1975 | 2017 | 2019 | 2021 | 2022 | 2023 |